# جامعة يوتا
جامعة يوتا (بالإنجليزية: University of Utah)‏ هي جامعة عامة مختلطة الجنس تتواجد في مدينة سولت ليك في ولاية يوتا في الولايات المتحدة، تتواجد فيها كليات طب وعلوم و آداب وقد تخرج منها 24,840 قبل عام 2012 ويدرس فيها 7,548 طالب، 83 % منهم هُم من ولاية يوتا و 9 % منهم هم مناطق أُخرى، تأسست هذه الجامعة في 28 فبراير 1850.